# 小保加體育會
小保加體育會（西班牙語：Club Atlético Boca Juniors），一般稱小保加，是一家阿根廷布宜諾斯艾利斯博卡区的職業體育會，以男子足球隊最為知名。該隊自1913年升入阿根廷足球甲級聯賽後始終維持頂級聯賽資格，截至2024年賽季共獲得74項官方賽事冠軍，為阿根廷足球史上最成功俱樂部。
小保加在國內賽事累積35次甲級聯賽冠軍與17座國內盃賽冠軍，其中包含阿根廷足球協會為表彰其1925年歐洲巡迴賽表現而頒授的榮譽冠軍稱號。國際賽事方面，俱樂部六度問鼎南美自由盃，並三奪洲際盃，另擁有四座南美足聯盃冠軍與四座南美超級盃等殊榮。
小保加與河床體育會之間存在激烈的宿敵關係，兩隊之間的比賽被稱為超級經典賽，是阿根廷乃至世界足壇最激烈的宿敵之一，因為這兩個俱樂部是在國內最受歡迎的。小保加的主場是阿尔韦托·J·阿曼多体育场，通俗地稱為拉邦博內拉。青訓學院培養許多著名阿根廷國腳，他們曾經為或正在為頂級歐洲俱樂部效力，如 奥斯卡·鲁杰里, 塞巴斯蒂安·巴塔利亞, 尼古拉斯·布尔迪索, 卡洛斯·特维斯, 埃韦尔·巴内加, 费尔南多·加戈, 莱昂德羅·帕雷德斯及纳维尔·莫利纳。

## 球會歷史

### 创建
1905年4月3日，五名來自意大利的移民聚集在布宜諾斯艾利斯的拉博卡區，創立了一支名小保加的球會。
这五个创始人分别是 Esteban Baglietto，Alfredo Scarpatti, Santiago Sana 和 兄弟俩 Juan, Teodoro Farenga。
五人第一次会议是在Esteban Baglietto 的家里进行的。 在经过了几个小时的讨论以后， Baglietto 的爸爸把他们赶出了家里，所以他们只能到Solis广场继续进行商议。 
今天，Solis广场也被认为是博卡青年最终成立的诞生地；其他重要的创始成员包括 Arturo Penney、Marcelino Vergara、Luis Cerezo、Adolfo Taggio、Giovanelli、Donato Abbatángelo 和 Bertolini。

### 业余时期 （1908–1930）
博卡青年的第一个体育场馆坐落在Isla Demarchi。1908年，球队加入阿根廷足协的申请被拒绝。
博卡青年的联赛处女秀是在Segunda de Ascenso联赛，对阵贝尔格拉诺俱乐部，并取得3–1的胜利。 在有 8 支球队小组赛中，博卡青年取得第一名进入淘汰赛；在半决赛中，以0–1负于竞技俱乐部，被淘汰出局。
球会最初主要是業餘性質，僅參賽過低組別聯賽，直到1913年因聯賽改制，由六隊擴充至十五隊，小保加才升上甲組。
自此，小保加從未降級；相反，截至1930年，小保加已取得六次聯賽冠軍（1919, 1920, 1923, 1924, 1926, 1930）。
原本阿根廷足球聯賽球會全屬業餘隊，球員並非全職足球員。1931年，阿根廷正式推行職業聯賽，就在推行第一季，小保加贏得了首個職業甲組聯賽冠軍。
小保加擁有 17 個國際賽大獎紀錄，包括6次贏得南美自由盃、3次洲際盃，以及26次阿根廷甲組聯賽冠軍。

## 球會文化

### 隊色

小保加的隊色來自瑞典國旗

小保加原來採用粉紅色球衣，但不久後即放棄改為幼條黑白直間。
直到1906年，小保加與另一支採用相同款式的球衣的球隊協議舉行附加賽，勝方可保留原有球衣款式，而負方需改穿其他款式。
小保加不幸落敗，當時球隊未有更改的方案，遂決定採用第一艘駛進布宜諾斯艾利斯港口的輪船的旗幟顏色作為球衣的顏色。
結果，該船是來自瑞典，故此採用瑞典國旗的藍黃兩色成為新球衣的顏色；初時的款式為藍底一條黃斜間，隨後改為藍底一條黃橫間。

#### 球衣轉變

##### 主場球衣
| 1905年 | 1905年 | 1905年 | 1906年 | 1906年至現今 | 1981年 |

#### 客场及特別版球衣
| 1998年客场 | 1999年客场 | 2000年客场 | 2002年客场 | 2004年客场 | 2005年客场夏季特別版 | 2006年客场 |

### 隊徽
小保加隊徽的形狀自始至今沒有更改過。球隊於1955年慶祝50周年時，加上月桂枝葉及採用配襯球衣的顏色。
自70年代開始，當球隊每奪得一項錦標，隊徽上將添加一顆星星，本土錦標加在球隊英文簡稱上方，而國際賽錦標則在下方。

### 主場

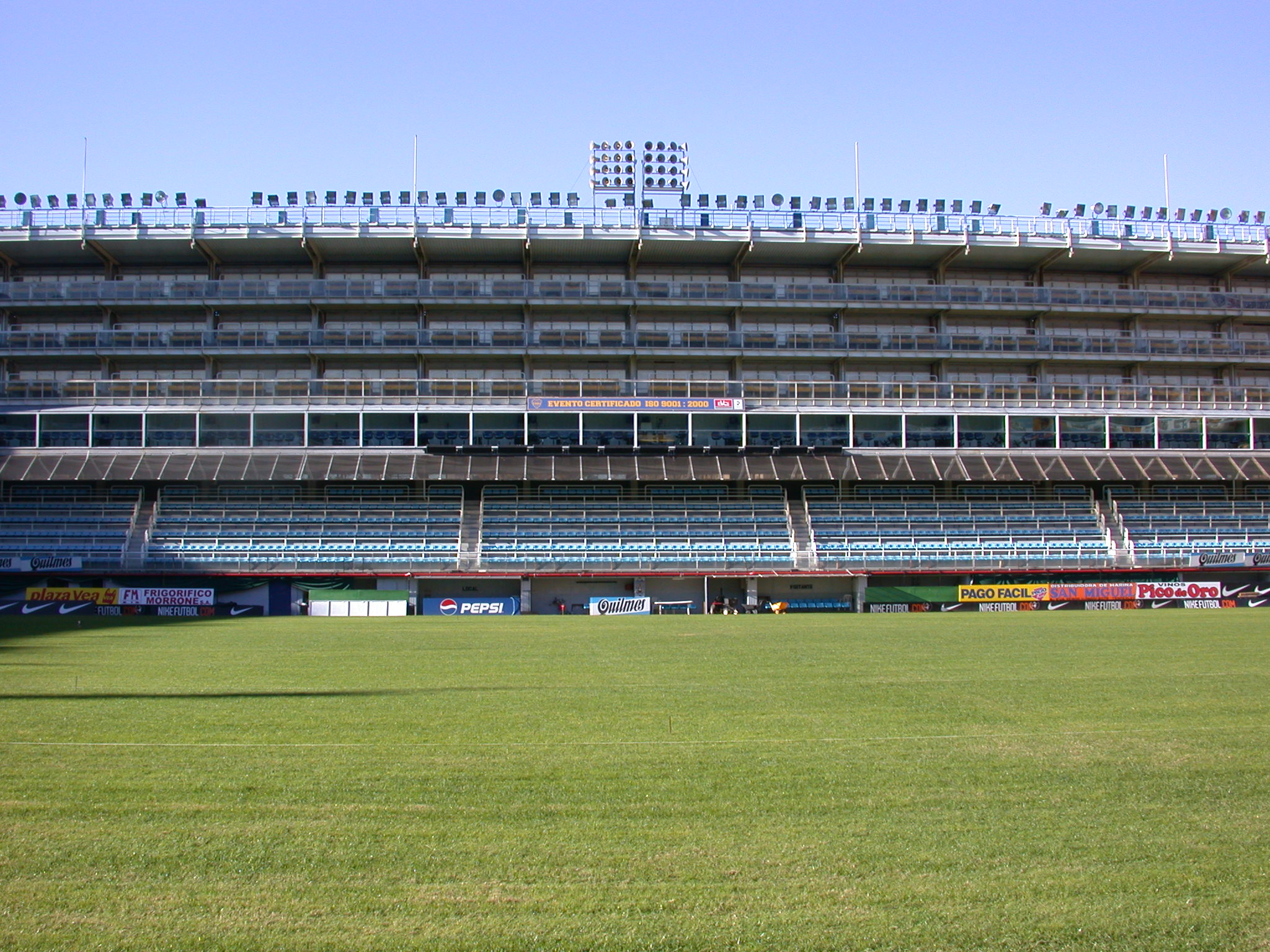
糖果盒体育场內觀

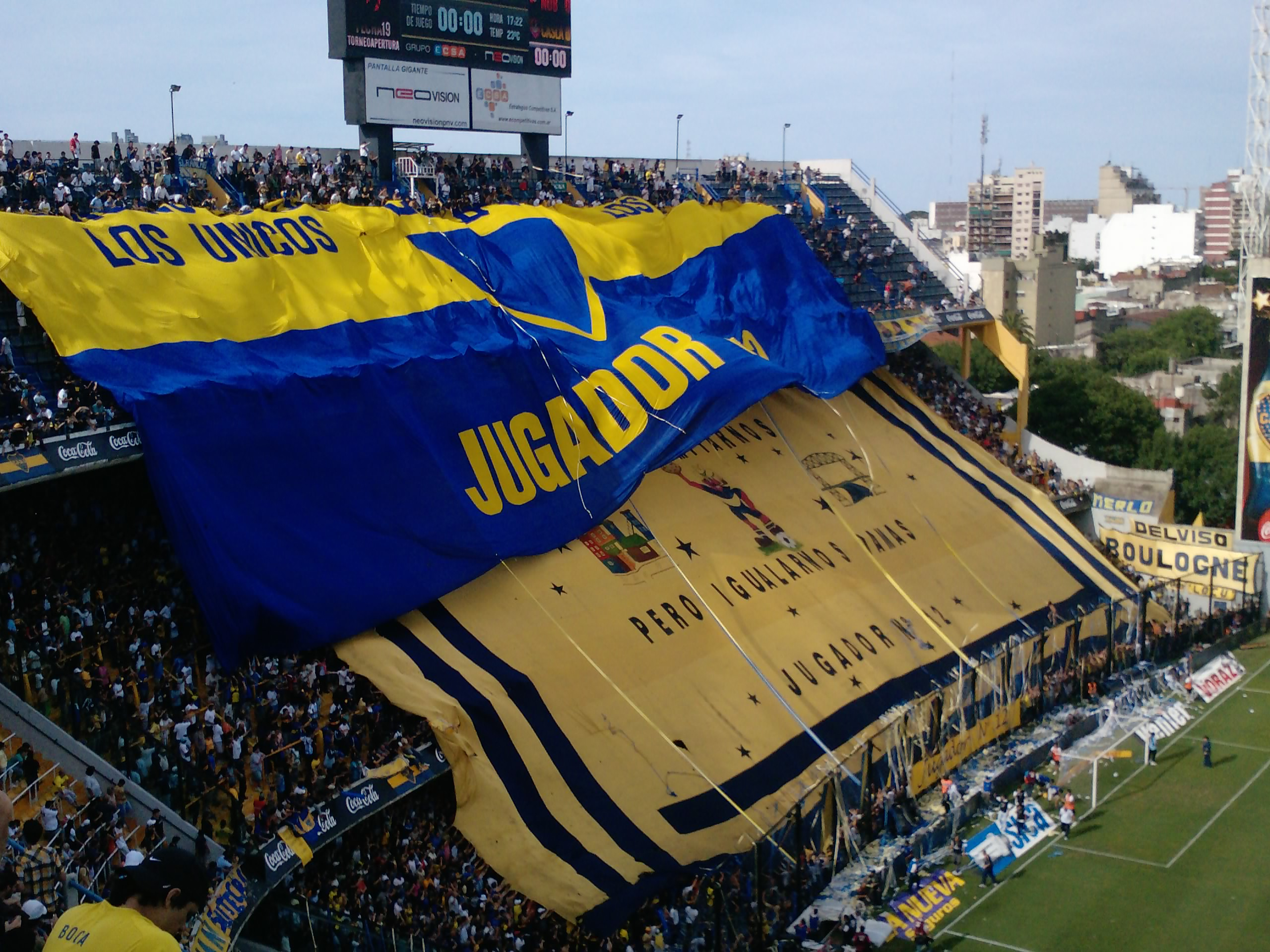

小保加主場曾有多次搬遷，直到今日才採用了現在的主場館，阿尔贝托·J·阿曼多体育场；马拉多纳将其誉为“足球的圣殿”。
由於主場形狀乃長方形，像糖果盒一樣，故又被暱稱稱為「糖果盒」（西班牙語：La Bombonera）。
球王比利曾说：
“我在全世界这么多的球场踢过比赛，但都没有感受到像在博卡体育场那种气氛 - 我们走出球员通道的瞬间球场好像都开始震动了！”

### 主要對手
小保加與另一支阿甲勁旅河床屬死對頭，兩者的對賽被譽爲「阿根廷國家德比」（西班牙語：Superclásico），不論在國內和國外都有很高知名度。

### 其他運動
除了足球外，小保加也有參與其他運動的隊伍，例如籃球、五人足球、手球、游泳、排球等。

## 榮譽

### 球會榮譽
统计截止至：2024年4月22日
| 榮譽                                | 次數        | 年度 |
| 本 土 聯 賽                         | 本 土 聯 賽 | 本 土 聯 賽 |
| ----------------------------------- | ----------- | --- |
| 阿根廷甲組聯賽冠軍                  | 35          | 1919年、1920年、1923年、1924年、1926年、 1930年、1931年（LAF）、1934年（LAF）、1935年、1940年、 1943年、1944年、1954年、1962年、1964年、 1965年、1969年、1970年、1976年、1976年、 1981年、1992年秋季联赛、1998年秋季联赛、1999年春季联赛、2000年秋季联赛、 2003年秋季联赛、2005年秋季联赛、2006年春季联赛、2008年秋季联赛、2011年秋季联赛、 2015年、2016–17年、2017–18年、2019–20年、2022年 |
| 本 土 盃 賽                         |             | |
| 阿根廷杯冠軍                        | 4           | 1969、2012、2015、2020 |
| 阿根廷超級盃冠軍                    | 2           | 2018, 2022 |
| 阿根廷職業聯賽盃冠軍                | 2           | 2020, 2022 |
| 美 洲 賽 事（決賽比數及對手）       |             | |
| 南美自由盃冠軍                      | 6           | 1977年 總比數 1—1，互射十二碼以 5–4 勝 高士路 1978年 總比數 4—0，勝 卡利 2000年 總比數 2—2，互射十二碼以 4–2 勝 彭美拉斯 2001年 總比數 1—1，互射十二碼以 3–1 勝 藍十字 2003年 總比數 5—1，勝 山度士 2007年 總比數 5—0，勝 甘美奧 |
| 南美球會盃冠軍                      | 2           | 2004年 總比數 2—1，勝 玻利瓦尔 2005年 總比數 2—2，互射十二碼以 4–3 勝 普馬斯 |
| 南美超級盃冠軍                      | 4           | 1990年 1—0 勝 國民體育會 2005年 4—3 勝 卡达斯 2006年 4—3 勝 聖保羅 2008年 5—3 勝 沙蘭迪兵工廠 |
| 南美超級球會盃冠軍                  | 1           | 1989年 總比數 3—2，勝 獨立隊 |
| 南美超級盃精英賽（Copa Master）冠軍 | 1           | 1992年 2—1 勝 高士路 |
| 南美金盃（Copa Oro）冠軍            | 1           | 1993年 總比數 1—0 勝 明尼路體育會 |
| 國 際 賽 事                         |             | |
| 洲際盃冠軍                          | 3           | 1977年 總比數 5—2，勝 慕遜加柏 2000年 2—1，勝 皇家馬德里 2003年 1—1，互射十二碼以 3–1 勝 AC米蘭 |

## 著名球員

#### 1970年代至1990年代
- 奥斯卡·鲁杰里 (1980–84)
- (1981–82; 1995–97)
- 纳瓦罗·蒙托亚 (1988–96)

#### 1990年代至2000年代
- 克劳迪奥·卡尼吉亚 (1995–98)
- 胡安·罗曼·里克尔梅 (1995–02; 2007–14)
- 罗伯托·阿邦丹谢里 (1997–06; 2009–10)
- 古拉莫·巴路士·舒洛圖 (1997–07)
- (1997–00; 2004–11)
- 沃尔特·萨穆埃尔 (1997–00)
- 尼古拉斯·布尔迪索 (1999–04)

#### 2000年代–
來源：
- 馬些路·迪加度 (2000–03; 2005–06)
- 基文迪·洛迪古斯 (2001–04; 2007; 2010–13)
- 罗兰多·斯基亚维 (2001–05; 2011–12)
- (2001–04; 2015–16; 2018–21)
- 费尔南多·加戈 (2004–07; 2013–18)
- 丹尼爾·戴亞斯 (2005–07; 2013–16)
- 罗德里戈·帕拉西奥 (2005–09)
- 法昆多·隆卡里亚 (2007–12; 2022–23)
- 加里·梅德尔 (2009–2011; 2024–25)
- 奥古斯丁·奥里翁 (2011–16)
- 基斯甸·柏禾 (2014–22)
- 達里奧·貝內德托 (2016–19; 2022–24)
- 馬高斯·盧祖 (2021–)

#### 國際足協世界盃
以下是代表小保加參加國際足協世界盃的球員名單，括號內為參加的屆數：
- 罗伯托·凯罗（1930年）
- 马里奥·埃瓦里斯托（1930年）
- 阿里科·苏亚雷斯（1930年）
- 卡梅洛·西蒙尼（1966年）
- （1982年）
- 罗伯托·阿邦丹谢里（2006年）
- 罗德里戈·帕拉西奥（2006年）
- （2006年）
- 加里·梅德尔（2010年）
- 馬田·巴勒莫（2010年）
- （2014年）
- 奥古斯丁·奥里翁（2014年）
- 纳伊坦·南德斯（2018年）
- 基斯甸·柏禾（2018年）

## 外部連結
- Boca Juniors Official Site （页面存档备份，存于）（西班牙文）（英文）
- www.pasionxeneize.com.ar / El Foro de la Pasión Xeneize
- Boca Juniors results and Statistics （页面存档备份，存于） at RSSSF
- Bocampeon Website （页面存档备份，存于）（西班牙文）（葡萄牙文）（英文）
- Informe Xeneize - Biografies
- Agrupación Xeneizes
- Esto es Boca
- La Mitad Más Uno (Half Plus One)